# Liniile păcii

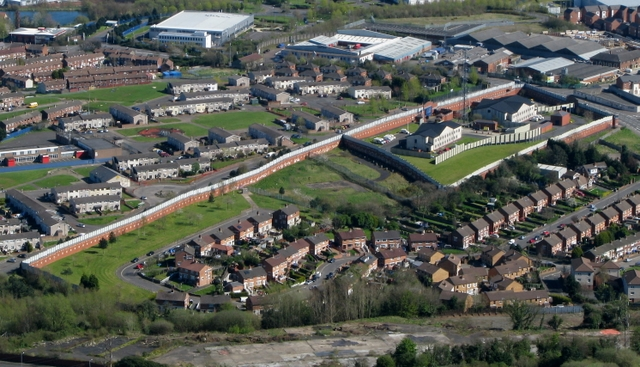
Linia păcii în Belfast

Liniile păcii sau Zidurile păcii (în engleză Peace lines, Peace walls) sunt o serie de bariere/garduri, care separă zonele catolice (ale naționaliștilor irlandezi) de cele protestante (ale unioniștilor britanici) în Irlanda de Nord. Primul gard a fost construit în timpul  conflictului (după revoltele din 1969), pentru a minimiza contactul dintre cele două comunități.
Asemenea bariere există în Belfast (20), Derry, Portadown și Lurgan. Lungimea acestora variază de la câteva sute de metri până la câțiva kilometri, și sânt ridicate preponderent din fier, cărămidă și oțel, iar înălțimea poate varia, până la 6 metri maxim. Există porți care uneori sînt păzite de către poliție, fiind deschise în timpul zilei, dar închise noaptea.
La momentul dat este o atracție turistică. În 2008, au început discuțiile cu privire la posibilitatea demolării gardurilor, mulți locuitori însă din zonele în care există gardurile, afirmă faptul că pereții contribuie la un sentiment de securitate și sunt de acord în general cu privire la eliminarea pereților, dar nu acum.